# CD Lugo
CD Lugo is een Spaanse voetbalclub uit de regio Galicië, uitkomend in de Segunda División sinds 2012/13.

## Geschiedenis

### Twintigste eeuw
CD Lugo komt kort na de oprichting uit in de Tercera División en promoveert in 1978 voor het eerst naar de Segunda División B. Hier verblijft het slechts een jaar, het speelt dan gedurende 7 seizoenen in de Tercera División om in 1986 weer terug te keren in de Segunda División B.
In 1992/93 speelt de club zelfs een jaartje in de Segunda División A na de play-offs te hebben gewonnen. Het optreden daar duurt één seizoen, het degradeert middels een 18e plaats. Daarna speelt de club bovenin in de middenmoot van de Segunda División B.

### Eenentwintigste eeuw
Het begin van de eeuw verliep niet goed toen de ploeg op het einde van seizoen 2002/03 degradeerde. CD Lugo heeft dan drie jaar nodig om terug te keren naar de Segunda División B. Tijdens het seizoen 2010/11 werd het team kampioen, maar kon de promotie niet afdwingen tijdens de eindronde. Het daaropvolgende seizoen 2011/12 eindigde de ploeg derde, maar kon het de promotie afdwingen.
Daarop volgde tien seizoenen op het laagste professionele niveau. Het beste resultaat werd tijdens het seizoen 2016/17 behaald met een negende plaats.

## Gewonnen prijzen
- Segunda División B: 2010/11
- Tercera División: 1961/62, 1977/78, 1980/81 en 1985/86

## Eindklasseringen
- 1954 5e
Tercera División
- 1955 8e
Tercera División
- 1956 9e
Tercera División
- 1957 3e
Tercera División
- 1958 4e
Tercera División
- 1959 3e
Tercera División
- 1960 5e
Tercera División
- 1961 2e
Tercera División
- 1962 1e
Tercera División
- 1963 2e
Tercera División
- 1964 4e
Tercera División
- 1965 3e
Tercera División
- 1966 5e
Tercera División
- 1967 2e
Tercera División
- 1968 4e
Tercera División
- 1969 5e
Tercera División
- 1970 2e
Tercera División
- 1971 10e
Tercera División
- 1972 16e
Tercera División
- 1973 1e
1e regionaal
- 1974 10e
Tercera División
- 1975 5e
Tercera División
- 1976 15e
Tercera División
- 1977 14e
Tercera División
- 1978 1e
Tercera División
- 1979 18e
Segunda División B
- 1980 7e
Tercera División
- 1981 1e
Tercera División
- 1982 3e
Tercera División
- 1983 4e
Tercera División
- 1984 4e
Tercera División
- 1985 4e
Tercera División
- 1986 1e
Tercera División
- 1987 11e
Segunda División B
- 1988 9e
Segunda División B
- 1989 5e
Segunda División B
- 1990 5e
Segunda División B
- 1991 2e
Segunda División B
- 1992 2e
Segunda División B
- 1993 18e
Segunda División
- 1994 8e
Segunda División B
- 1995 11e
Segunda División B
- 1996 10e
Segunda División B
- 1997 20e
Segunda División B
- 1998 6e
Segunda División B
- 1999 11e
Segunda División B
- 2000 8e
Segunda División B
- 2001 15e
Segunda División B
- 2002 9e
Segunda División B
- 2003 18e
Segunda División B
- 2004 6e
Tercera División
- 2005 3e
Tercera División
- 2006 2e
Tercera División
- 2007 9e
Segunda División B
- 2008 7e
Segunda División B
- 2009 8e
Segunda División B
- 2010 7e
Segunda División B
- 2011 1e
Segunda División B
- 2012 3e
Segunda División B
- 2013 11e
Segunda División
- 2014 12e
Segunda División
- 2015 15e
Segunda División
- 2016 14e
Segunda División
- 2017 9e
Segunda División
- 2018 12e
Segunda División
- 2019 18e
Segunda División
- 2020 17e
Segunda División
- 2021 18e
Segunda División
- 2022 16e
Segunda División
- 2023 22e
Segunda División
- 2024 10e
Primera Federación
- 2025 13e
Primera Federación

- Segunda División
- Primera Federación
- Segunda División B
- Tercera División
- 1e regionaal

## Bekende spelers
- Alejandro Lombardero
- Diego López

Grupo 1:
Amorebieta .
Andorra .
Arenteiro ·
Barakaldo . 
FC Barcelona Atlètic ·
Bilbao Athletic .
Celta B ·
Irun ·
Cultural Leonesa ·
Lugo ·
Osasuna B ·
Ourense CF .
Ponferrada ·
Segovia .
Sestao River ·
Real Sociedad B ·
Tarragona ·
Tarazona ·
Salamanca .
Zamora CF

Grupo 2:
Alcorcón .
Alcoyano ·
Algeciras ·
Antequera ·
Atlético Madrid B ·
Atlético Sanluqueño ·
Real Betis B .
Ceuta ·
Fuenlabrada ·
Hércules Alicante .
Ibiza ·
Intercity ·
Marbella ·
Mérida ·
Murcia ·
Real Madrid Castilla ·
Recreativo Huelva ·
FC Sevilla B .
Villarreal B .
Yecla